# W3m
w3m — это бесплатный текстовый веб-браузер с открытым исходным кодом, распространяемый под лицензией MIT. Он выделяется среди других текстовых браузеров поддержкой таких элементов, как таблицы, фреймы и даже изображений (в терминалах с соответствующими возможностями).

## История
Название «w3m» расшифровывается как WWW wo miru (WWWを見る), что в переводе с японского означает «смотреть WWW». Часть «W3» символизирует три буквы «W» в аббревиатуре WWW. Оригинальный проект был разработан японскими программистами, однако со временем его развитие было прекращено. В настоящее время поддержкой активно занимается разработчик Тацуя Киношита.

## Функции
Основные функции
w3m работает в эмуляторах терминалов, таких как xterm, GNOME Terminal и аналогичных. Среди возможностей браузера можно выделить:
- Поддержка таблиц, фреймов и изображений (при наличии дополнительного пакета w3m-img для рендеринга изображений в терминале);
- Панель просмотра с вкладками для одновременной работы с несколькими страницами;
- Меню, вызываемое правой кнопкой мыши (в некоторых графических терминалах);
- Полная работа через клавиатуру и (в некоторых конфигурациях) мышь;
- Два режима отображения: цветной и монохромный;
- Возможность работы в качестве пейджера терминала (альтернатива less или more).

Использование изображений
Для отображения графических элементов требуется установка пакета w3m-img в дополнение к основному пакету w3m. Эта функциональность поддерживается только в терминалах, которые способны обрабатывать графические элементы (например, Kitty или Konsole).

## Emacs
Для пользователей текстового редактора Emacs существует интеграция с w3m под названием emacs-w3m. Этот интерфейс позволяет просматривать веб-страницы непосредственно в Emacs через подчинённый процесс w3m. Среди возможностей:
- Просмотр страниц без необходимости выхода из Emacs
- Поддержка клавиатурных сокращений, соответствующих философии Emacs
- Возможность комбинирования с другими инструментами Emacs для навигации и редактирования